# Léon Louyet

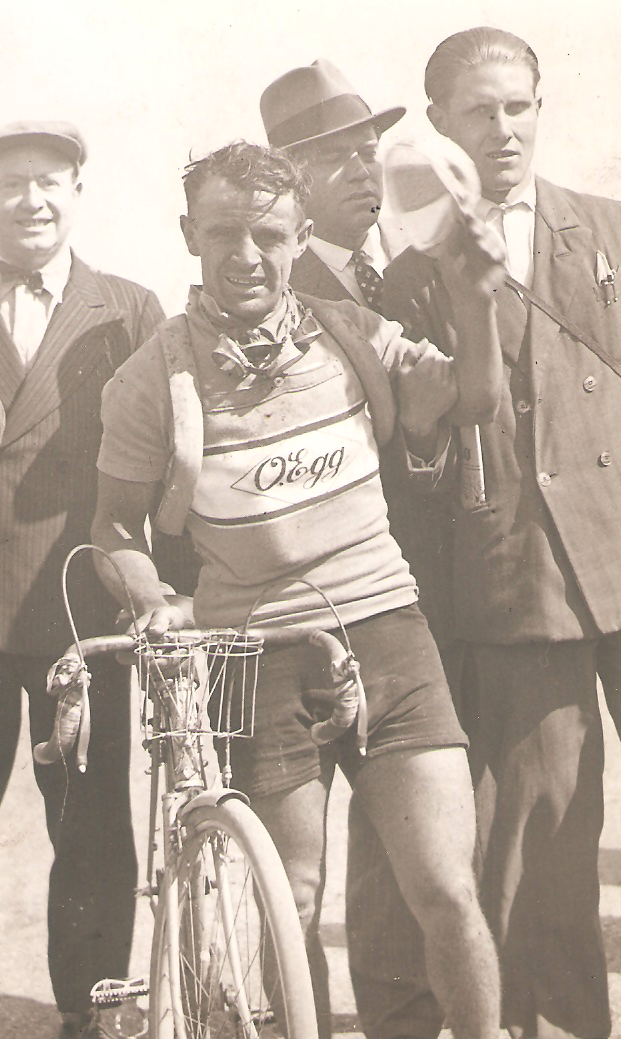
Léon LOUYET

Léon Louyet, né le 7 juillet 1906 à Loos-en-Gohelle, en France, et mort le 19 mai 1973 à Charleroi, est un coureur cycliste belge. Professionnel de 1931 à 1939 et en 1946, il a notamment remporté deux étapes du Tour de France 1933 et le Tour de Belgique en 1932.

## Palmarès
- 1930
  - 2e de Binche-Tournai-Binche
  - 3e de Paris-Douai
- 1931
  -  Champion de Belgique sur route des indépendants
  - Tour de Belgique indépendants
    - Classement général
    - 7e étape

  - 2e du Grand Prix de la ville de Vilvorde
  - 2e de Paris-Hénin Liétard
  - 2e de Paris-Brest-Paris
  - 3e de Paris-Contres
- 1932
  - Tour de Belgique
    - Classement général
    - 1re et 4e étapes

  - 2e de Paris-Lille
  - 2e de Paris-Rennes
- 1933
  - Paris-Poitiers
  - Paris-Vichy
  - 5e et 16e étapes du Tour de France
  - 2e du Circuit du Morbihan
  - 3e du GP du Limburgse Dagblad
- 1934
  - 8e étape du Tour de l'Ouest
- 1936
  - 4e étape de Paris-Nice
  - 2e de Paris-Boulogne-sur-Mer
  - 2e de Paris-Strasbourg
- 1937
  - 3e de Paris-Sedan
- 1938
  - 3e de Paris-Bruxelles

## Résultats sur les grands tours

### Tour de France
1 participation
- 1933 : 32e, vainqueur des 5e et 16e étapes

### Tour d'Espagne
1 participation
- 1935 : abandon (7e étape[1])